# Giovanni Palatucci
Giovanni Palatucci (Montella, 31. svibnja 1909. – sabirni logor Dachau, 10. veljače 1945.) pravnik, talijanski policijski službenik, zapovjednik Ureda za strance u Rijeci do 1945. Bilo je pokušaja da se nametne kao heroj koji je spasio tisuće Židova od deportacije u sabirne logore. U pismu koje je Centar Primo Levi poslao 7. lipnja 2013. direktoru američkog muzeja navedeno je da je skupina od desetak istraživača, koja je pregledala oko 700 dokumenata, zaključila da je šest godina Palatucci bio "dobrovoljni izvršitelj rasnih zakona i suradnik nacista". Poginuo u sabirnom logoru Dachauu. 

## Vanjske poveznice
- Centar Primo Levi dovodi u pitanje zasluge riječkog "Schindlera" Giovannija Palatuccija: Surađivao je s nacistima?   Arhivirana inačica izvorne stranice od 13. rujna 2018. (Wayback Machine)
- Holocaust 'Hero' Turns Out to be Nazi Collaborator

- Predstavljen film "Palatucci, riječki Schindler